# Clementine Churchill
Clementine Ogilvy Spencer-Churchill, Baronessan Spencer-Churchill, född Hozier den 1 april 1885 i Mayfair i London, död 12 december 1977 i Knightsbridge i London, var Winston Churchills hustru från 1908 fram till hans död 1965.

## Biografi
Clementine Hozier var dotter till översten sir Henry Montague Hozier och lady Henrietta Blanche Ogilvy. Churchill träffade henne under en valkampanj i Dundee och friade till henne efter bara en kort tids bekantskap. Vigseln ägde rum den 12 september 1908 i Saint Margaret's Church i Westminster. Bröllopet var ett av det årets största societetsevenemang. 1965 blev hon adlad till baronessan Spencer-Churchill av Chartwell, beläget i grevskapet Kent.
I äktenskapet föddes fem barn: 
1. Diana Spencer-Churchill (1909–1963; självmord)
2. Randolph Churchill (1911–1968)
3. Sarah Spencer-Churchill (1914–1982), skådespelerska
4. Marigold Spencer-Churchill (1918–1921), avled av sepsis i sviterna av en allvarlig förkylning
5. Mary Spencer-Churchill (1922–2014)

## Populärkultur
- I filmen Darkest Hour från 2017 spelas Clementine Churchill av Kristin Scott Thomas.